# Arbeitsgemeinschaft der Frauen- und Geschlechterforschungseinrichtungen Berliner Hochschulen
Die Arbeitsgemeinschaft der Frauen- und Geschlechterforschungseinrichtungen Berliner Hochschulen (afg) ist ein hochschulübergreifender Verbund von zwölf Einrichtungen der Frauen- und Geschlechterforschung in Berlin.

## Hintergrund
Die Arbeitsgemeinschaft wurde im Jahr 2000 gegründet. Sie verfolgt als hauptsächliche Ziele die Profilierung des Wissenschaftsstandorts Berlin auf dem Gebiet der Frauen- und Geschlechterforschung, die Stärkung der hochschulübergreifenden Kooperation und den Wissenstransfer und die Politikberatung.
Eine Geschäftsstelle wurde 2018 an der TU eingerichtet.
Ähnliche Arbeitsgemeinschaften in anderen Bundesländern sind etwa das Netzwerk Frauen- und Geschlechterforschung NRW, die Landesarbeitsgemeinschaft der Einrichtungen für Frauen- und Geschlechterforschung in Niedersachsen (LAGEN) in Niedersachsen, das Gender- und Frauenforschungszentrum der Hessischen Hochschulen (gFFZ), die Koordinierungsstelle Genderforschung & Chancengleichheit in Sachsen-Anhalt (KGC) und das Zentrum Gender & Diversity in Hamburg.

## Mitglieder
Mitglieder der afg sind die vier Berliner Universitäten (FU mit dem Margherita-von-Brentano-Zentrum für Geschlechterforschung, HU mit dem Zentrum für transdisziplinäre Geschlechterstudien, TU mit dem Zentrum für Interdisziplinäre Frauen- und Geschlechterforschung und die UdK), die Charité und die sieben Berliner Hochschulen (ASH, Beuth, EHB, HTW, HWR mit dem Harriet Taylor Mill-Institut für Ökonomie und Geschlechterforschung, KHSB, Kunsthochschule Berlin-Weißensee).
Sprecherinnen der afg sind (Stand: Oktober 2020) Sabine Hark von der TU und Jutta Hartmann von der ASH.